# Woodside (Perth and Kinross)
Woodside ist eine Ortschaft in der schottischen Council Area Perth and Kinross und der traditionellen schottischen Grafschaft Perthshire. Sie ist etwa 17 km nordöstlich von Perth und etwa 18 km westnordwestlich von Dundee gelegen. Woodside grenzt direkt an den Nachbarort Burrelton an. Im Jahre 1971 verzeichnete Woodside 160 Einwohner, was einen leichten Rückgang von der Zahl von 182 im Jahre 1961 bedeutete.
Woodside liegt zwischen den Sidlaw Hills im Südosten und dem Fluss Tay im Norden. Es ist über die A94, die von Perth nach Forfar führt, an das Fernstraßennetz angeschlossen. Die nächstgelegenen Städte entlang der Straße sind Scone im Südwesten und Coupar Angus im Nordosten. Der nächstgelegene Flughafen ist der etwa zehn Kilometer in südwestlicher Richtung gelegene Perth Airport.